# Diodóros Sicilský

Bibliotheca historica, 1746

Diodóros Sicilský, řecky Διόδωρος Σικελιώτης, (asi 90 př. n. l. – asi 27 př. n. l.) byl starověký řecký historik.
O Diodórově životě je prakticky známo jen to, co o sobě napsal v úvodu svého historického díla Bibliothéké historiké (Historická knihovna). Narodil se v Agyriu (dnes Agira) na Sicílii. Své dílo sepisoval třicet let a za účelem bádání prý podnikl celou řadu nebezpečných cest po Evropě, Asii a Africe. Moderní kritici však našli v jeho vyprávění překvapivé chyby, kterých by se očitý svědek nemohl dopustit a tak je jisto jen to, že v období 180. olympiády (v letech 60–56 př. n. l.) pobýval v Egyptě a že dlouhý čas žil v Římě.
Pro svou práci použil Diodóros celou řadu zdrojů (Hekataios z Abdéry, Hieronymos z Kardie, Duris ze Samu, Timaios, Polybios, Poseidónios a další) a již název knihovna napovídá, že jde v podstatě o jejich kompilaci. Spis obsahoval čtyřicet knih, zachovaly se však jen knihy 1 až 5 a pak knihy 10 až 20, z ostatních jen fragmenty a zlomky. V prvních šesti v podstatě etnografických knihách Diodóros popisuje historii, kulturu i mytické dějiny Egypta, Mezopotámie, Indie, Skythie, Arábie, severní Afriky, Řecka a zbytku známé Evropy. Sedmou až sedmnáctou knihu věnoval Diodóros chronologickému líčení dějin světa počínaje Trojskou válkou a konče smrtí Alexandra Velikého. Poslední část díla se začíná popisem historických událostí za válek diadochů a pravděpodobně končí začátkem Caesarovy galské války (konec díla je ztracený, ale Diodóros to slíbil v úvodu).
Přestože dílo nemá dostatečnou uměleckou kompozici ani zcela spolehlivou chronologii, je velmi cenným historickým pramenem, neboť mnohé události vypravuje Diodóros jako jediný.